# پدرو وارگاس
پدرو وارگاس ماتا (زاده ۲۹ آوریل ۱۹۰۶–۳۰ اکتبر ۱۹۸۹) تنور و بازیگر مکزیکی از دوران طلایی سینمای مکزیک بود که در بیش از ۷۰ فیلم شرکت کرد. او با نام‌های «بلبل قاره آمریکا»، «سامورایی آواز» یا «تنور قاره ای» شناخته می‌شد. علیرغم تحصیلاتش در اپرا، او کار خود را وقف آهنگ کرد و به شهرت بین‌المللی رسید و به یکی از مترجمان اصلی آگوستین لارا تبدیل شد.
وارگاس در ۲۹ آوریل ۱۹۰۶ در سان میگل دی آلنده، گواناخواتو به دنیا آمد و در ۳۰ اکتبر ۱۹۸۹ در مکزیکو سیتی درگذشت. او دومین فرزند از دوازده فرزند خوزه کروز وارگاس و ریتا ماتا بود.